# Rod Beaton
Rod Beaton (1923 - 2 juillet 2002), journaliste et dirigeant d'entreprise américain, fut président, de 1972 à 1982, de l'United Press International (UPI), agence de presse américaine créée en 1907. Ce fut le dernier président de l'UPI à travailler au service de l'Empire de presse Scripps-Howard.

## Biographie
Né en 1923 à Escalon, en Californie, Rod Beaton était le fils de Philip C. Beaton, qui fut longtemps rédacteur en chef du journal Stockton Record. Il commence sa carrière comme correspondant de guerre sur les navires américains pendant la Seconde Guerre mondiale. Il passe ensuite un diplôme de journalisme de l'université de Californie à Berkeley avant de se faire embaucher chez l'United Press International à San Francisco en 1948, comme reporter puis directeur du bureau, après avoir hésité à répondre à une proposition de l'Associated Press, l'agence de presse américaine rivale. En 1965, il prend en charge la direction de l'Europe, l'Afrique et le Moyen-Orient, basée à Londres, puis revient à New York en 1969 comme vice-president. Ce géant d'un mètre 90 se montre sourcilleux sur la qualité de l'information et le statut d'agence de presse mondiale et généraliste de l'UPI, dont il exige qu'elle ait des bureaux dans les capitales des pays socialistes et communistes.
Il devient ensuite président, de 1972 à 1982, de l'United Press International. Il prend alors la décision de déménager de New York vers Dallas un centre de communications informatiques rénové, pour un investissement de 10 millions de dollar ainsi qu'un réseau modernisé de fax appelé "Unifax".
Dans une interview en 1995, il évoquera les graves difficultés financières que l'agence a traversées en expliquant que la seule banque qu'elle ait jamais eu était son actionnaire.